# Milan Kundera
Milan Kundera, češko-francoski pisatelj, * 1. april 1929, Brno, Češkoslovaška, † 11. julij 2023, Pariz, Francija.
Rodil se je v družini godbenika Ludvika Kundere. Po maturi na gimnaziji in dveh semestrih študija na Karlovi univerzi v Pragi se je vpisal na FAMU v Pragi. Študiral je svetovne književnosti in postal docent leta 1964. Leta 1953 je izdal prvo zbirko pesmi Člověk zahrada širá, sledili so še Poslední máj leta 1955 in Monology leta 1957.
Zaradi »protipartijskih« aktivnosti je imel večkrat težave z oblastjo, zato se je leta 1975 preselil v Francijo. Leta 1979 mu je bilo odvzeto češkoslovaško državljanstvo, leta 1981 je dobil francosko in leta 2019 spet češko, vendar je živel v Franciji vse do smrti in se le redko vračal v domovino, praviloma inkognito. Tudi sicer se je izogibal pojavljanju v javnosti.
Prejel je mdr. mednarodno srednjeevopsko literarno nagrado Vilenica (1992), poleg nje pa še Jeruzalemsko nagrado (1985), avstrijsko državno nagrado za evropsko literaturo (1987), Herderjevo nagrado (1987), češko državno nagrado za literaturo (2007), Prix mondial Cino Del Duca (2009), postal je častni meščan svojega rodnega mesta Brna (2010) in prejel Ovidovo nagrado (2011), 2020 pa še nagrado Franza Kafke. Po njem so poimenovali asteroid 7390 Kundera, ki so ga odkrili v observatoriju Kleť (1983). Bil je najpomembnejši češki pisatelj druge polovice 20. stoletja, pogosto omenjan kot kandidat za Nobelovo nagrado za književnost, ki pa je ni nikoli dobil.
Leta 2021 je Kundera prejel slovensko državno odlikovanje zlati red za zasluge, ki mu ga je podelil predsednik države Slovenije, Borut Pahor.

## Dela

### Dramatika
- Majitelé kliču (izšlo 1962)
- Burka (Ptakovina, izšlo 1969, slovenski prevod 1982), absurdna groteska
- Jakob in njegov gospodar (Jakub a jeho pán, izšlo 1975, slovenski prevod 1982)

### Teoretska dela
- Umetniški roman (izšlo 1960), na osnovi tega dela je V. Vancury pripravil Občinsko predstavo o moderni umetnosti

### Proza
- Smešne ljubezni (Smĕšné lásky, izšlo 1963, slovenski prevod 1974)
- Druhy sešit smĕšných lásek (izšlo 1965)
- Šala (Žert, izšlo 1967, slovenski prevod 1969)
- Třetí sešit směšných lásek (izšlo 1968)

Leta 1970 je v Franciji izšlo delo Smešne ljubezni kot roman v francoščini in Kundera je z založnikom sklenil pogodbo za naslednje izdaje svojih del v francoščini. Od tedaj je svoja dela izdajal najprej v francoščini, šele nato je z nekajletnim zamikom pripravil prevod v češčino.
- Življenje je drugje (Život je jiude, napisano 1973, češki prevod 1979, slovenski 1979)
- Valček za slovo (Valčik na rozloučenou, napisano 1976, češki prevod 1979, slovenski 1978)
- Knjiga smeha in pozabe (Kniha smíchu a zapomnĕni, napisano 1979, češki prevod 1981, slovenski 1987), to delo opisuje variacije o moralni devastaciji čeških ljudi doma in v tujini
- Neznosna lahkost bivanja (Nesnesitelná lehkost bytí, napisano 1984, češki prevod 2006, slovenski 1985), osnova za istoimenski film, posnet v ZDA leta 1987
- Nesmrtnost (Nesmrtelnost, napisano 1990, češki prevod 1993, slovenski 1991)
- Umetnost romana (Zrazené testamenty), esej, razmišljanje o vlogi svetovnega modernega romana, v slovenščini je izšel leta 1988.

Nekaj proznih del je prevedenih iz francoščine v slovenščino, taka so:
- Počasnost (La Lenteur, preveden v slovenščino leta 1995 in 1996)
- Istovetnost (Ľ ident', preveden v slovenščino leta 2002 in 2006)
- Nevednost (Ľ ignorance, preveden v slovenščino leta 2006)
- Zastor - esej v 7 delih (izšel v slovenščini leta 2008)
- »Treba je rešiti Slovenijo« - članek je bil napisan v slovenščini leta 1991

Nekaj del še ni prevedenih v češčino, to so Pomalost, Identita, Nevĕdomost in še nekaj drugih. Nepoznavanje teh in več drugih del med češkimi književniki povzroča permanentno literarno krizo.

## Priznanja
Leta 1992 je Kundera v Sloveniji prejel mednarodno (srednjeevropsko) litararno nagrado Vilenica.